# Zespół młyna parowego w Łodzi
Zespół młyna parowego w Łodzi (także kompleks młyński "Korona", kompleks młyński Reicha) – zespół budynków wzniesionych w latach 1880–1887 przy obecnej ulicy Cieszyńskiej w Łodzi (dawniej wieś Rokicie), wpisany do gminnej ewidencji zabytków. Składa się z czterech budynków: młyna, maszynowni, budynku mieszkalnego i wozowni.

## Historia
Zespół młyna parowego wykorzystującego wodę z pobliskiej rzeki Jasień powstał w latach 1880–1887 według projektu Ignacego Markiewicza. Jego pierwszym właścicielem był Marcin Reich. Następnymi właścicielami byli: Stanisław Wawelski, Adamek (imię nieznane) i Bornstein (imię nieznane). W okresie międzywojennym młyn funkcjonował pod nazwą "Korona". Po II wojnie światowej był czynny przynajmniej do lat 80. Obecnie młyn jest nieczynny, a budynki zostały zaadaptowane do celów mieszkalnych, handlowo-usługowych i magazynowych. 